# Wang Nam Yen (huyện)
Wang Nam Yen (tiếng Thái: วังน้ำเย็น) là một huyện (amphoe) ở phía nam của tỉnh Sakaeo, phía đông Thái Lan.

## Lịch sử
Ngày 1 tháng 12 năm 1976, tiểu huyện (king amphoe) Wang Nam Yen được thành lập, bao gồm 3 tambon Wang Nam Yen, Wang Sombun và Ta Lang Nai. Wang Nam Yen đã được nâng cấp thành huyện vào ngày 1 tháng 4 nămst, 1983.

## Địa lý
Các huyện giáp ranh (từ phía bắc theo chiều kim đồng hồ) là: Khao Chakan, Watthana Nakhon, Khlong Hat Wang Sombun của tỉnh Sakaeo và Tha Takiap của tỉnh Chachoengsao.

## Hành chính
Huyện này được chia thành 4 phó huyện (tambon), các đơn vị này lại được chia ra thành 69 làng (muban). Wang Nam Yen là một thị trấn (thesaban tambon) nằm trên một phần của tambon Wang Nam Yen. Có 4 Tổ chức hành chính tambon.
| STT. | Tên                | Tên Thái  | Số làng | Dân số |  |
| ---- | ------------------ | --------- | ------- | ------ |  |
| 1.   | Wang Nam Yen       | วังน้ำเย็น   | 18      | 21,598 |  |
| 3.   | Ta Lang Nai        | ตาหลังใน   | 14      | 12.882 |  |
| 5.   | Khlong Hin Pun     | คลองหินปูน  | 15      | 9.492  |  |
| 6.   | Thung Maha Charoen | ทุ่งมหาเจริญ | 22      | 18.087 |  |

Các con số không có trong bảng này là tambon nay tạo thành huyện Wang Sombun.